# Kunfalvi Rezső
Kunfalvi Rezső (Cegléd, 1905. augusztus 20. – Budapest, 1998. július 1.) magyar fizikatanár.
Az 1920-as években indított Ortvay Kollégiumokat kezdetben ő szervezte, ezzel kapcsolatban személyesen ismerte Bródy Imrét, Lánczos Kornélt, Neumann Jánost, Teller Edét, Tisza Lászlót, Wigner Jenőt.
Ő indította el Középiskolai Matematikai és Fizikai Lapok Fizikai Rovatát a második világháború után.
A hatvanas években indított Nemzetközi Fizikai Diákolimpia egyik kezdeményezője volt cseh és lengyel kollégákkal. Az első, varsói olimpia után a másodikat ő szervezte meg Budapesten. Emlékére az ő nevét viseli a diákolimpia magyar válogatóversenye.
Kiválóan felismerte a tehetségeket, emiatt sok fizikus köszönheti neki sikeres indulását.
Lelkes természetjáró is volt, kimondottan szerette a magashegyeket. Tagja volt a Svájci Alpin Clubnak és a Magyar Földrajzi Társaság Hegymászó Szakosztályának.
1998. július 14-én temették el Budapesten, a Farkasréti temetőben. Marx György ezen messze jövőbe előremutató szavakkal fejezte be búcsúbeszédét: “Aki a jövő héten kíván gazdag lenni, az a tőzsdére megy vagy kft.-t alapít. Aki a jövő századra kívánja nemzetét gazdaggá tenni, az tanítja a fiatalokat. Kunfalvi Rezső az Eötvös Loránd Fizikai Társulat tiszteletbeli elnöke volt és az is marad.”

## Díjak, kitüntetések
- Prométheusz-érem, (1975)
- Apáczai Csere János-díj (1981)
- Eötvös Loránd Fizikai Társulat Érme (1988)